# 1317 w polityce

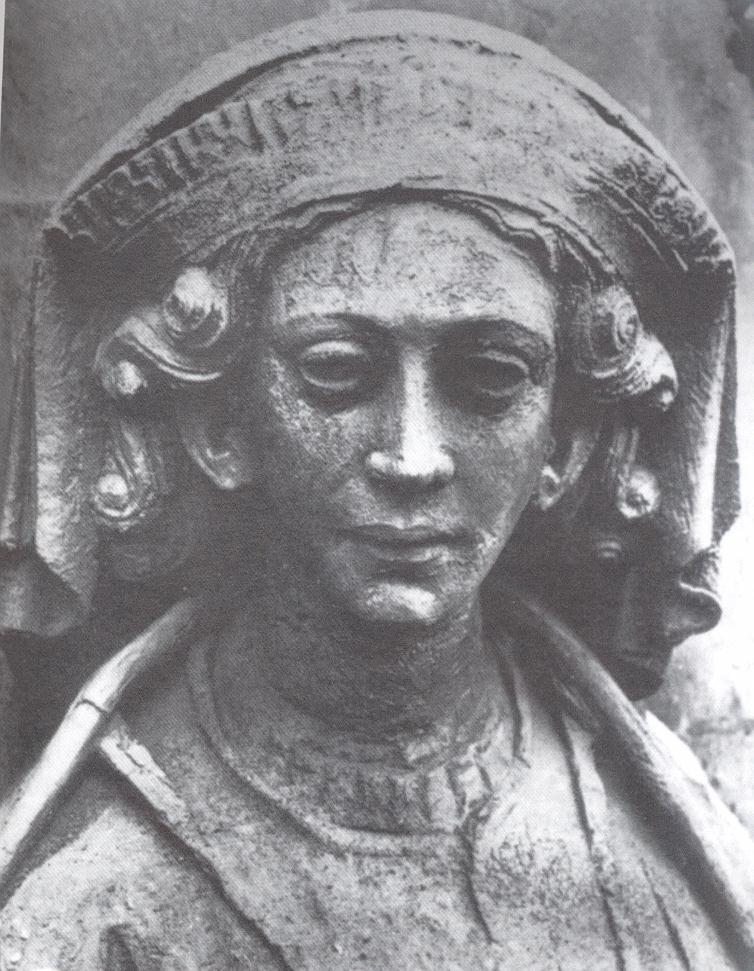
Małgorzata Francuska

Wydarzenia polityczne w 1317 roku.

## Wydarzenia
- Król Szwecji Birger I Magnusson uwięził swoich braci, Eryka i Waldemara[1].
- Brandenburczycy ponownie najechali Wielkopolskę[2].

## Urodzili się
- Eufemia Eriksdotter, księżniczka szwedzka[3].

## Zmarli
- 14 lutego Małgorzata Francuska, żona króla Anglii Edwarda I[4].